# Округ Деф Смит (Тексас)
Округ Деф Смит (енгл. Deaf Smith County) је округ у америчкој савезној држави Тексас. По попису из 2010. године број становника је 19.372.

## Демографија
Према попису становништва из 2010. у округу је живело 19.372 становника, што је 811 (4,4%) становника више него 2000. године.
| Група             | 2000.          | 2010.          |
| Белци             | 7.491 (40,4%)  | 5.939 (30,7%)  |
| Афроамериканци    | 280 (1,5%)     | 242 (1,2%)     |
| Азијати           | 47 (0,3%)      | 61 (0,3%)      |
| Хиспаноамериканци | 10.654 (57,4%) | 13.039 (67,3%) |
| Укупно            | 18.561         | 19.372         |